# Brian Levant
Brian Levant (Highland Park (Illinois), 6 augustus 1952) is een Amerikaans filmregisseur, scenarist, producent en televisieregisseur.
Hij begon zijn carrière in 1977 als scenarist van The Jeffersons en Happy Days.  Nadien volgden scenario's voor Mork & Mindy en The New Leave It to Beaver. Hij was ook de regisseur van een aantal afleveringen van The New Leave It to Beaver en Married... with Children.
Vanaf 1991 regisseerde hij een aantal komische langspeelfilms waaronder Beethoven, The Flintstones, Scooby-Doo! The Mystery Begins en The Spy Next Door.
Voor zijn regie van The New Leave It to Beaver kreeg hij in 1989 een CableACE Award. 
Als coscenarist kreeg hij in 1994 een Golden Raspberry Award Slechtste Scenario voor The Flintstones. De film was evenwel wel een commercieel succes. Twee jaar later kreeg hij een nominatie als Slechtste Regisseur bij de Golden Raspberry Awards 1996 voor Jingle All the Way.

## Filmografie (als regisseur)
- 1991: Problem Child 2
- 1992: Beethoven
- 1994: The Flintstones
- 1996: Jingle All the Way
- 1997: Leave It to Beaver
- 2000: The Flintstones in Viva Rock Vegas
- 2002: Snow Dogs
- 2005: Are We There Yet?
- 2009: Scooby-Doo! The Mystery Begins
- 2010: The Spy Next Door
- 2010: Scooby-Doo! Curse of the Lake Monster

- Biblioteca Nacional de España: XX1288326
- Bibliothèque nationale de France: cb14032594c (data)
- Catàleg d'autoritats de noms i títols de Catalunya: 981058517274706706
- Gemeinsame Normdatei: 129487708
- International Standard Name Identifier: 0000 0001 0890 2760
- Library of Congress Control Number: no2003067179
- Nationale Bibliotheek van Tsjechië: pag2014806105
- Nederlandse Thesaurus van Auteursnamen: 099841940
- LIBRIS: 386971
- SNAC: w6d23b5r
- Système universitaire de documentation: 160173086
- Virtual International Authority File: 39576943
- WorldCat: E39PBJxhgW3grWrG8Qf8FKymVC